# Queena Mario
Queena Mario, pseudonimo di Queena Marian Tillotson (Akron, 21 agosto 1896 – New York, 28 maggio 1951), è stata un soprano statunitense.

## Biografia
Figlia nel commediografo James Knox Tillotson, Queena Mario nacque in Ohio e crebbe a Plainfield, nel New Jersey. Studiò canto con Marcella Sembrich e nel 1918 fece il suo debutto sulle scene con la San Carlo Opera Company. Rimase con la compagnia per due stagioni, cantando in ruoli quali Lucia nella Lucia di Lammermoor, Violetta ne La traviata e Gilda in Rigoletto.
Dopo aver cantato  per altre due stagioni con l'Antonio Scotti Opera Company, esordì al Metropolitan Opera House nel 1922 come Frasquita in Carmen. Avrebbe cantato al Met per trecentoquarantasei rappresentazioni, interpretando una ventina di ruoli principali (in italiano, francese e tedesco), tra cui Nedda in Pagliacci, Marguerite nel Faust, Musetta e Mimì ne La bohème, Giulietta in Romeo e Giulietta, Ines ne L'africana, Ah-Joe ne L'oracolo, Olga in Fedora, Sophie ne Il cavaliere della rosa, Micäela in Carmen, Antonia ne I racconti di Hoffmann, Nannetta in Falstaff, Marzelline in Fidelio, Manon in Manon, Violetta, Lucia e Gilda.
Tra il 1923 e il 1932 cantò in diverse occasioni alla San Francisco Opera, ove debuttò come Mimì ne La bohème e vi tornò per cantare come Giulietta (accanto al Romeo di Beniamino Gigli), il bambino nella prima nazionale di L'Enfant et les sortilèges, Nedda, Gilda, Gretel in Hänsel und Gretel, Harriet in Martha, Manon, Mignon e, infine, Marguerite. Tra il 1924 e il 1933 cantò anche in sei incisioni realizzate dalla Victor Talking Machine Company. Diede il suo addio alle scene cantando come Gretel al Metropolitan il 26 dicembre 1938.
Dopo il ritiro dalle scene insegnò canto alla Juilliard School e al Curtis Institute of Music; annoverò tra i suoi studenti Frances Bible, Helen Jepson e Rose Bampton. Fu autrice di tre romanzi gialli ambientati nel mondo dell'opera: Murder in the Opera House (1934), Murder Meets Mephisto (1942) e Death Drops Delilah (1944).
Fu sposata con il direttore d'orchestra Wilfrid Pelletier dal 1925 al divorzio nel 1936. Morì a New York nel 1951 all'età di cinquantaquattro anni dopo una lunga malattia.